# Górnik Zabrze w sezonie 1952
Sezon 1952 był 4. sezonem w historii klubu i 2. na drugim poziomie rozgrywek ligowych. Górnik zakończył rozgrywki II ligi (grupa C) na 6. miejscu i spadł do III ligi w sezonie 1953. Rozgrywki Pucharu Polski rozpoczął od II rundy docierając do rundy V (1/16 finału).

## Stadion
Miejscem rozgrywania spotkań domowych był otwarty w 1934 roku stadion przy obecnej ul. Roosevelta 81 mieszczący ok. 35.000 widzów.
* Spotkania rozegrane w ramach Pucharu Polski
Informacje dotyczące frekwencji według Przeglądu Sportowego (www.wikigornik.pl)

## II Liga (grupa C)

### Tabela
| Poz. | Drużyna           | M  | Punkty | Z | R | P  | Bramki | Bramki | Bramki |
| Poz. | Drużyna           | M  | Punkty | Z | R | P  | +      | –      | +/−    |
| ---- | ----------------- | -- | ------ | - | - | -- | ------ | ------ | ------ |
| 4    | Górnik Bytom      | 18 | 22     | 8 | 6 | 4  | 38     | 24     | 14     |
| 5    | Górnik Radzionków | 18 | 20     | 9 | 2 | 7  | 40     | 25     | 15     |
| 6    | Górnik Zabrze     | 18 | 19     | 6 | 7 | 5  | 27     | 17     | 10     |
| 7    | Górnik Knurów     | 18 | 16     | 6 | 4 | 8  | 29     | 28     | 1      |
| 8    | Stal Lipiny       | 18 | 12     | 5 | 2 | 11 | 16     | 33     | -17    |

    spadek do III ligi

### Wyniki spotkań
| Mecz              | Data           | Stadion      | Przeciwnik         | Wynik | Punkty | Strzelcy                                 |
| ----------------- | -------------- | ------------ | ------------------ | ----- | ------ | ---------------------------------------- |
| Runda jesienna    |                |              |                    |       |        |                                          |
| 1                 | 6 kwietnia     | Zabrze       | Zagłębie Sosnowiec | 0:1   | 0      | -                                        |
| 2                 | 20 kwietnia    | Knurów       | Górnik Knurów      | 4:2   | 2      | Czech, Morys, Jarczyk, Szalecki          |
| 3                 | 27 kwietnia    | Zabrze       | Górnik Wałbrzych   | 1:1   | 3      | Szalecki                                 |
| 4                 | 4 maja         | Bytom        | Górnik Bytom       | 1:2   | 3      | Jarczyk                                  |
| 5                 | 11 maja        | Zabrze       | Stal Lipiny        | 3:0   | 5      | Gawlik (2), Fojcik                       |
| 6                 | 18 maja        | Opole        | Budowlani Opole    | 0:1   | 5      | -                                        |
| 7                 | 25 maja        | Zabrze       | Stal Zielona Góra  | 5:1   | 7      | Czech (2), Szalecki, Dominik, Zimmermann |
| 8                 | 1 czerwca      | Zabrze       | Stal Wrocław       | 5:1   | 9      | Czech (2), Jarczyk, Gawlik, Fojcik       |
| 9                 | 8 czerwca      | Radzionków   | Górnik Radzionków  | 1:1   | 10     | Gawlik                                   |
| Grupa mistrzowska |                |              |                    |       |        |                                          |
| 10                | 27 lipca       | Sosnowiec    | Zagłębie Sosnowiec | 0:0   | 11     | -                                        |
| 11                | 3 sierpnia     | Zabrze       | Górnik Knurów      | 0:0   | 12     | -                                        |
| 12                | 10 sierpnia    | Wałbrzych    | Górnik Wałbrzych   | 0:2   | 12     | -                                        |
| 13                | 17 sierpnia    | Lipiny       | Stal Lipiny        | 1:2   | 12     | Franosz                                  |
| 14                | 24 sierpnia    | Zabrze       | Budowlani Opole    | 0:0   | 13     | -                                        |
| 15                | 31 sierpnia    | Zielona Góra | Stal Zielona Góra  | 1:1   | 14     | Fojcik                                   |
| 16                | 21 września    | Zabrze       | Górnik Bytom       | 1:1   | 15     | Gawlik                                   |
| 17                | 28 września    | Zabrze       | Górnik Radzionków  | 1:0   | 17     | Czech                                    |
| 18                | 5 października | Wrocław      | Stal Wrocław       | 3:1   | 19     | Czech, Gawlik, Fojcik                    |

## Puchar Polski
Jako drużyna występująca w sezonie 1952 w rozgrywkach II ligi, Górnik Zabrze rozpoczął rozgrywki Pucharu Polski od II rundy (1/64 finału) pokonując na inaugurację drużynę Włókniarza Kraków 2:1. Odpadł z rozgrywek w V rundzie (1/8 finału) przegyrwając z zespołem Legii Warszawa.
| Faza | Data            | Godz. | Stadion | Przeciwnik        | Wynik | Strzelcy                  |
| ---- | --------------- | ----- | ------- | ----------------- | ----- | ------------------------- |
| 1/64 | 19 października | 14:30 | Zabrze  | Włókniarz Kraków  | 2:1   | Szalecki, Fojcik          |
| 1/32 | 1 listopada     | 12:30 | Zabrze  | Stal Poznań       | 4:2   | Fojcik (2), Gawlik, Czech |
| 1/16 | 16 listopada    | 11:30 | Zabrze  | Budowlani Chorzów | 1:0   | Gawlik                    |
| 1/8  | 23 listopada    | 11:30 | Zabrze  | Legia II Warszawa | 1:2   | Jarczyk                   |

    zwycięstwo     remis     porażka

## Mecze towarzyskie
| Data         | Miejsce     | Przeciwnik        | Wynik       | Strzelcy                              |
| ------------ | ----------- | ----------------- | ----------- | ------------------------------------- |
| 16 marca     | brak danych | Budowlani Gliwice | 3:0         | brak danych                           |
| brak danych  | brak danych | Piast Gliwice     | brak danych | brak danych                           |
| brak danych  | brak danych | ŁKS Łódź          | 1:1         | brak danych                           |
| 30 marca     | Zabrze      | Cracovia          | 5:4         | Morys (3), Franosz, Krzyż             |
| kwiecień     | brak danych | Spójnia Koźle     | 7:1         | Morys (3), Czech (2), Fojcik, Franosz |
| czerwiec     | brak danych | Ogniwo Bytom      | 1:1         | Franosz                               |
| 6 lipca      | Zabrze      | ŁKS Łódź          | 2:2         | Czech, Wójcik                         |
| 13 lipca     | Kielce      | Gwardia Kielce    | 2:3         | Jarczyk, Czech                        |
| 20 lipca     | Zabrze      | Gwardia Kielce    | 3:0         | Jarczyk, Szalecki, Bąk                |
| 10 sierpnia  | Zabrze      | Wisła Kraków      | 2:3         | brak danych                           |
| październik  | Poznań      | Stal Poznań       | 3:2         | brak danych                           |
| 30 listopada | Zabrze      | Budowlani Opole   | 5:0         | Czech (2), Gawlik (2), Jarczyk        |
| 14 grudnia   | Bytom       | Górnik Bytom      | 3:2         | Gawlik (2), Czech                     |

    zwycięstwo     remis     porażka

## Zawodnicy

### Skład
| Zawodnik             | Data urodzenia       | W klubie od | Poprzedni klub      |
| -------------------- | -------------------- | ----------- | ------------------- |
| Bramkarze            |                      |             |                     |
| Józef Kaczmarczyk    | 25 stycznia 1931     | 1949        | Pogoń Zabrze        |
| Ginter Procek        | 28 sierpnia 1924     | 1948        | Concordia Zabrze    |
| Paweł Schneider      | 8 lutego 1929        | 1952        | wychowanek          |
| Obrońcy              |                      |             |                     |
| Antoni Garus         | 12 kwietnia 1928     | 1948        | Concordia Zabrze    |
| Ginter Helmrich      | 21 grudnia 1930      | 1949        | brak danych         |
| Jerzy Maj            | 21 kwietnia 1929     | 1952        | brak danych         |
| Henryk Zimmermann    | 27 lutego 1929       | 1948        | Concordia Zabrze    |
| Pomocnicy            |                      |             |                     |
| Henryk Czech         | 21 września 1934     | 1948        | Pogoń Zabrze        |
| Karol Dominik        | 4 maja 1930          | 1949        | RKS Jadwiga         |
| Ginter Gawlik        | 5 grudnia 1930       | 1949        | Górnik Biskupice    |
| Waldemar Jarczyk     | 2 stycznia 1934      | 1952        | Pogoń Zabrze        |
| Ginter Pawlik        | brak danych          | 1948        | brak danych         |
| Henryk Szalecki      | 25 lutego 1933       | 1948        | Zjednoczenie Zabrze |
| Paweł Winderlich     | 18 czerwca 1928      | 1948        | brak danych         |
| Napastnicy           |                      |             |                     |
| Manfred Fojcik       | 16 lipca 1924        | 1949        | Górnik Biskupice    |
| Antoni Franosz       | 9 lutego 1928        | 1948        | Pogoń Zabrze        |
| Maksymilian Klenczar | 1 listopada 1925     | 1948        | Pogoń Zabrze        |
| Antoni Mnich         | 4 maja 1929          | 1951        | brak danych         |
| Bernard Morys        | 30 lipca 1926        | 1952        | Unia Chorzów        |
| Eryk Nowara          | 12 grudnia 1928      | 1948        | Zjednoczenie Zabrze |
| Herbert Pfeifer      | 22 października 1934 | 1952        | brak danych         |

### Transfery

#### Przyszli
| Poz | Nazwisko         | Nowy klub    |
| --- | ---------------- | ------------ |
| BR  | Paweł Schneider  | wychowanek   |
| OB  | Jerzy Maj        | brak danych  |
| PO  | Waldemar Jarczyk | Pogoń Zabrze |
| NA  | Bernard Morys    | Unia Chorzów |
| NA  | Herbert Pfeifer  | brak danych  |

#### Odeszli
| Poz | Nazwisko     | Poprzedni klub |
| --- | ------------ | -------------- |
| NA  | Józef Holesz | brak danych    |